# Valcanville
Valcanville település Franciaországban, Manche megyében. Lakosainak száma 391 fő (2022. január 1.). Valcanville Anneville-en-Saire, Canteloup, Clitourps, Montfarville, Sainte-Geneviève, Tocqueville, Le Vast és Le Vicel községekkel határos.

## Népesség
A település népessége az elmúlt években az alábbi módon változott:
| Lakosok száma | 450  | 402  | 421  | 362  | 382  | 407  | 416  | 402  | 395  | 391  |
|               | 1968 | 1982 | 1990 | 2006 | 2013 | 2015 | 2017 | 2019 | 2020 | 2022 |